# Cipriano Calderón Polo
Cipriano Calderón Polo (Plasencia, 1º dicembre 1927 – Roma, 4 febbraio 2009) è stato un vescovo cattolico spagnolo.

## Biografia
Cipriano Calderón Polo nacque a Plasencia il 1º dicembre 1927.

### Formazione e ministero sacerdotale
A tredici anni entrò nel seminario minore della sua diocesi di Plasencia. In seguito studiò presso la Pontificia Università di Comillas a Santander che lasciò nel 1948 per trasferirsi nel Pontificio collegio spagnolo di San Giuseppe a Roma dove frequentò la Pontificia Università Gregoriana. Lì si laureò in filosofia e teologia. A Roma studiò anche giornalismo presso la Scuola internazionale di studi sociali "Pro Deo".
Il 19 marzo 1953 fu ordinato presbitero. Ritornò poi a Roma per gli studi di dottorato alla Pontificia Università Lateranense. A partire dai primi anni '50 lavorò come corrispondente dalla Città del Vaticano per varie riviste e agenzie spagnole e latino-americane, tra cui il giornale cattolico YA di Madrid, l'agenzia Logo, l'agenzia di stampa cattolica spagnola Prensa Asociada e numerosi giornali ecclesiastici provinciali. Operò anche come corrispondente per alcuni giornali laici come La Vanguardia di Barcellona e La Gaceta del Norte di Bilbao. Ritornò in patria dopo aver completato gli studi e divenne docente presso il seminario arcidiocesano di Saragozza e direttore del seminario di Segovia, prima di tornare a Roma come vice-rettore del Pontificio collegio spagnolo. Nel 1958 fu per un semestre docente di dottrina sociale della Chiesa presso l'Universidad Autónoma de Santo Domingo nella Repubblica Dominicana.
All'inizio del Concilio Vaticano II divenne rettore del Pontificio collegio spagnolo di Roma e tra il 1962 e il 1965 fu alle dipendenze della Segreteria di Stato della Santa Sede come capo della sala stampa spagnola. Divenne la "voce spagnola ufficiale del Concilio". In qualità di osservatore ufficiale, prese parte a tutte le sessioni dell'assemblea. Come giornalista Calderón Polo scrisse una biografia dell'allora arcivescovo di Milano Giovanni Battista Montini, che poco prima del completamento del manoscritto fu eletto papa. Al momento dell'uscita il libro suscitò un grande interesse. Calderón fu anche uno stretto collaboratore di Giovanni Benelli, a quel tempo consigliere di nunziatura a Madrid e, dal 1967, sostituto per gli affari generali della Segreteria di Stato.
Nel 1968 diede il via alla prima edizione spagnola de L'Osservatore Romano e accompagnò papa Paolo VI nella sua visita in Colombia, il primo viaggio transcontinentale di un pontefice nella storia. A Medellín, il 24 agosto 1968 il papa inaugurò la seconda assemblea generale dei vescovi latino-americani e dei Caraibi e Calderón Polo vi prese parte come relatore papale. Nello stesso anno, come curatore dell'edizione in lingua spagnola de L'Osservatore Romano, giocò un ruolo significativo nella diffusione locale delle decisioni del Consiglio. L'ufficio di redazione in lingua spagnola del giornale vaticano si sviluppò ulteriormente sotto la sua guida al punto da divenire un punto d'incontro incontro per i vescovi latino-americani e un importante centro per la Chiesa cattolica di quella regione del mondo. Essendogli affidate le pubbliche relazioni della Santa Sede con i paesi di lingua spagnola, accompagnò papa Paolo VI come rappresentante della stampa vaticana in tutti i viaggi all'estero del suo pontificato. Dal 1967 al 1987 fu addetto stampa e autore dei comunicati stampa in spagnolo di tutte le assemblee generali del Sinodo dei vescovi. Calderón fu anche inviato come relatore in diverse riunioni delle Conferenze episcopali delle nazioni dell'America Latina. A Puebla de Zaragoza nel dicembre del 1979 partecipò anche all'apertura della terza assemblea plenaria del Consiglio episcopale latinoamericano.

### Ministero episcopale
Il 3 dicembre 1988 papa Giovanni Paolo II lo nominò vescovo titolare di Tagora e vicepresidente della Pontificia commissione per l'America Latina. In questo ruolo, collaborò con la Congregazione per i vescovi nel coordinare le attività del Vaticano in America Latina. Ricevette l'ordinazione episcopale il 6 gennaio successivo nella basilica di San Pietro in Vaticano dallo stesso pontefice, co-consacranti gli arcivescovi Edward Idris Cassidy, sostituto per gli affari generali della Segreteria di Stato, e José Tomás Sánchez, segretario della Congregazione per l'evangelizzazione dei popoli. Calderón Polo accompagnò il papa in tutti i viaggi nell'America Latina e alla quarta assemblea generale delle Conferenze episcopali dell'America Latina e dei Caraibi nel 1992 a Santo Domingo, che contribuì a preparare in modo decisivo. Partecipò anche all'assemblea speciale per l'America del Sinodo dei vescovi del dicembre 1997 in Vaticano.
Il 4 ottobre 2003 papa Giovanni Paolo II accettò la sua rinuncia all'incarico per raggiunti limiti di età. Suo successore fu l'arcivescovo messicano Luis Robles Díaz. Nei suoi ultimi anni Calderón Polo collaborò come consultore della Congregazione per i vescovi di cui era membro dal 1989.
Nel novembre del 2006 venne insignito della cittadinanza onoraria della sua città natale di Plasencia.
Malato di cancro, morì per complicazioni dopo alcuni giorni di ricovero nella clinica Pio XI di Roma la mattina del 4 febbraio 2009 a 81 anni, circondato dai suoi parenti più stretti. Le esequie si tennero il 6 febbraio 2009 nella cappella del coro della basilica di San Pietro in Vaticano e furono presiedute dal cardinale Giovanni Battista Re. Una seconda cerimonia funebre, presieduta dal prefetto della Congregazione per il culto divino e la disciplina dei sacramenti Antonio Cañizares Llovera, ebbe luogo l'8 febbraio nella chiesa di El Salvador a Plasencia. Fu sepolto nella cappella del Santissimo della stessa chiesa. Monsignor Calderón Polo era considerato il più importante esperto di America Latina durante i pontificati di Paolo VI e Giovanni Paolo II. Era definito "l'uomo del Papa per l'America Latina". Secondo alcuni, quando nel 1988 papa Giovanni Paolo II riorganizzò la commissione lo fece adattandola alla sua persona.
Il 28 giugno 2013 fu inaugurata una targa commemorativa nella sua casa natale.

## Genealogia episcopale
La genealogia episcopale è:
- Cardinale Scipione Rebiba
- Cardinale Giulio Antonio Santori
- Cardinale Girolamo Bernerio, O.P.
- Arcivescovo Galeazzo Sanvitale
- Cardinale Ludovico Ludovisi
- Cardinale Luigi Caetani
- Cardinale Ulderico Carpegna
- Cardinale Paluzzo Paluzzi Altieri degli Albertoni
- Papa Benedetto XIII
- Papa Benedetto XIV
- Papa Clemente XIII
- Cardinale Enrico Benedetto Stuart
- Papa Leone XII
- Cardinale Chiarissimo Falconieri Mellini
- Cardinale Camillo Di Pietro
- Cardinale Mieczysław Halka Ledóchowski
- Cardinale Jan Maurycy Paweł Puzyna de Kosielsko
- Arcivescovo Józef Bilczewski
- Arcivescovo Bolesław Twardowski
- Arcivescovo Eugeniusz Baziak
- Papa Giovanni Paolo II
- Vescovo Cipriano Calderón Polo

## Onorificenze

### Onorificenze straniere
Inoltre ricevette riconoscimenti da Argentina, Colombia, El Salvador, Guatemala e Venezuela.